# Секційне кріплення
Кріплення секційне (рос. крепь секционная, англ. section-type support; нім. Sektionsausbau m, Satzausbau m, Schußausbau m) — гірниче кріплення, складене з одноманітних кріпильних конструкцій (секцій), кожна з яких виконує одночасно несучу та огороджувальну функцію на ділянці визначеної довжини. Секції виготовляються на поверхні (у заводських умовах) та встановлюються у гірничих виробках послідовно одна за одною. На шахтах використовується у вертикальних, похилих і горизонтальних виробках та в очисних вибоях.